# Czernołuczje
Czernołuczje (ros. Чернолучье) – wieś (sieło) w Rosji, w obwodzie omskim, w rejonie omskim. W 2010 liczyła 258 mieszkańców.